# Ulibarri (Navarra)
Ulibarri (igual en vasco) es un concejo del municipio de Lana en la Comunidad Foral de Navarra (España). Está al pie del monte Irasabela (1.081 m s. n. m.). Tenía 20 habitantes en 2017. La iglesia, dedicada a Santa María, es de comienzos del siglo XVI.
Lo cruza la carretera NA-7293. Del pueblo parte una pista que conduce a los rasos de la sierra de Lóquiz.

## Topónimo
El nombre es vasco y significa ‘pueblo nuevo’, de uli- ‘pueblo o ciudad’ y -barri ‘nuevo’. La forma Ulibarri es propia de los dialectos occidentales. En los documentos antiguos se atestiguan otras formas dialectales del nombre: como uri-e iri- para el primer miembro del compuesto, y -berri para el segundo.
Documentos antiguos: Iriberri mayor (1591, NEN); Uriuarri la mayor (1277, NEN); Vriuarri mayor (1350, NEN); Yriberri major, Yriuerri mayor (1366, 1532, NEN); Iriberri minor, Iriuerri minore, Yriberri minor nor (s. XI, 1532, 1591, NEN).

## Población
| 2009 | 2010 | 2011 | 2012 | 2013 | 2014 | 2015 | 2016 | 2017 |
| ---- | ---- | ---- | ---- | ---- | ---- | ---- | ---- | ---- |
| 22   | 22   | 23   | 22   | 22   | 22   | 22   | 21   | 20   |

Fuente: Gobierno de Navarra.

## Economía
Tiene adjudicado 1/2 de la facería 38, junto con los concejos vecinos de Galbarra y Viloria, y 1/4 de la facería 45.

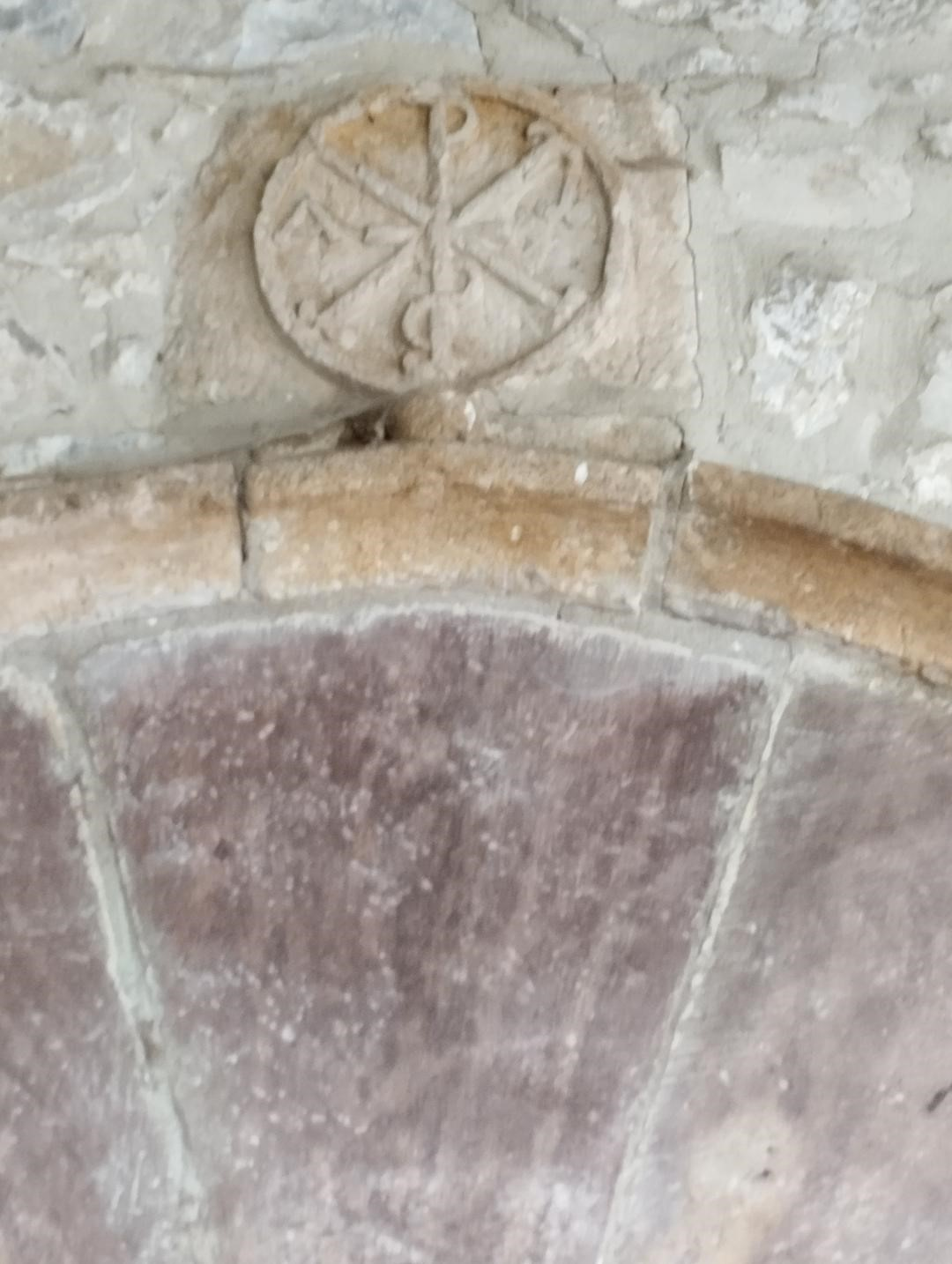
Crismón

## Patrimonio arquitectónico
Parroquia de santa María. Al igual que buena parte de las iglesias del entorno, se construyó en el siglo XVI en estilo gótico tardío. Tiene una sola nave con tres tramos y cabecera recta, que se cubre con bóvedas estrelladas góticas.
Encima de la portada de entrada, situada en el muro sur, se encuentra un crismón, de finales del siglo XII, que perteneció al primitivo templo románico.
El retablo es obra de José Pérez de Viñaspre, se data a mediados del siglo XVII, y corresponde a un barroco inicial. Las tallas de san Pedro, san Pablo y la Virgen María son de madera policromada y de calidad mediana.
Ermitas de santa Lucía y de san Cristóbal.